# París-Tours 2002
La París-Tours 2002 fue la 96.ª edición de la clásica París-Tours. Se disputó el 6 de octubre de 2002 y el vencedor final fue el danés Jakob Piil del equipo Team CSC-Tiscali.
Fue la novena cursa de la Copa del Mundo de ciclismo de 2002.

## Clasificación general
|    | Ciclista               | Equipo                  | Tiempo   |
| -- | ---------------------- | ----------------------- | -------- |
| 1  | Jakob Piil             | CSC-Tiscali             | 5h39'11" |
| 2  | Jacky Durand           | Française des Jeux      | m. t.    |
| 3  | Erik Zabel             | Team Deutsche Telekom   | + 20"    |
| 4  | René Haselbacher       | Team Gerolsteiner       | m. t.    |
| 5  | Ronāns Vainšteins      | Domo-Farm Frites        | m. t.    |
| 6  | José Enrique Gutiérrez | Kelme-Costa Blanca      | m. t.    |
| 7  | Igor Astarloa          | Mercatone Uno-Stream TV | m. t.    |
| 8  | Yo Planckaert          | Cofidis                 | m. t.    |
| 9  | Fabio Sacchi           | Saeco                   | m. t.    |
| 10 | Julian Dean            | OS Postal               | m. t.    |